# Jane March
Jane March (n. 20 martie 1973, Londra; de fapt Jane March Horwood) este o actriță și fotomodel britanic.
A devenit cunoscută în anul 1992 prin rolul jucat în filmul  L’Amant regizat de  Jean-Jacques Annaud.

## Date biografice
March s-a născut în cartierul  Edgware din Londra.  Trăsăturile ei exotice se datorează originii asiatice, moștenită de la tatăl ei. La 15 ani este descoperită ca fotomodel, urmând în scurt să primească oferte de la case de modă ca  Armani, Chanel sau Versace, fiind fotografiată de personalități ca Annie Leibovitz și Helmut Newton. Regizorul Jean-Jacques Annaud, care caută o actriță pentru filmul  La'Amant, o descoperă pe March, pe prima pagină a revistei Just Seventeen, ea avea pe atunci 17 ani. Pe marginea scenelor erotice din film, presa de bulevard britanică a început să speculeze, că March ar fi avut întradevăr relații sexuale cu partenerul ei din film. Aceste zvonuri au determinat-o pe March să se retragă un timp din viața publică, mai târziu ea dezmințit aceste zvonuri și a întrerupt orice contact cu Jean-Jacques Annaud, a mai jucat în câteva filme, dar nu va mai avea succesul din filmul  L’Amant.

## Filmografie
- 1992: (L’Amant)
- 1994: Color of Night
- 1996: (Never Ever)
- 1998: (Tarzan and the Lost City)
- 1998:  (Provocateur)
- 2000: (Relic Hunter, TV)
- 2000: Dark Prince: The True Story of Dracula (TV)
- 2001: Dark Realm (TV)
- 2003: Beauty and the Beast
- 2006: (Il Mercante di pietre)
- 2008: My Last 5 Girlfriends
- 2010: Stalker
- 2010: (Clash of the Titans)
- 2011: Perfect Baby
- 2011: (Will)
- 2012: Grimm’s Snow White
- 2013: The Sweeter Side of Life (TV)
- 2013: Jack the Giant Killer